# Carmen Campos
Carmen Campos Costa (født 10. juli 1995) er en kvindelig spansk håndboldspiller som spiller for Jeanne d’Arc Dijon Handball i den franske LFH Division 1 Féminine og Spaniens kvindehåndboldlandshold.
Hun blev udtaget til landstræner José Ignacio Prades' trup ved VM i kvindehåndbold 2021 i Spanien.